# Tanger-Waldschabe
Die Tanger-Waldschabe (Planuncus tingitanus), auch Trassenwaldschabe oder Marokkanische Waldschabe genannt, ist eine Art der Waldschaben, einer Gruppe im Freiland, nur außerhalb von Gebäuden, lebenden Schabenarten. Die Art gehört zu einem Artenkomplex nahe verwandter, im Mittelmeergebiet heimischer Arten, die bis zu einer Überarbeitung im Jahr 2013 zur Gattung Ectobius gestellt worden waren. In der Artengruppe sind drei Arten beschrieben worden, allerdings teilweise unvollständig, so dass die Tiere nicht anhand der Beschreibungen einer der Arten zugeordnet werden können, es ist sogar nicht unwahrscheinlich, dass es sich in Wirklichkeit um dieselbe Art handelt. Aufgrund dieser Unsicherheit werden die meisten Tiere als Planuncus tingitanus sensu lato (abgekürzt s.lat. oder auch s. l., lateinisch für „im weiteren Sinn“) bezeichnet.
Die Tiere wurden als Neozoen vom Menschen in weitere Regionen außerhalb ihrer ursprünglichen Heimat verschleppt. So wurden sie in Deutschland in der nördlichen Oberrheinebene, erstmals 2007 in Mainz, nachgewiesen, wo sie jeweils stabile, sich weiter fortpflanzende Populationen aufgebaut haben (also nicht nur unbeständig eingeschleppt wurden). Sie leben hier in Grünflächen und Gebüschen innerhalb von menschlichen Siedlungen. Seitdem hat sich die Art vor allem im Südwesten Deutschlands noch weiter ausgebreitet.

## Merkmale
Die Tiere ähneln in ihrer generellen Körpergestalt anderen Waldschaben-Arten. Ihre Flügel sind etwas verkürzt. Die Vorderflügel (Deckflügel) erreichen beim Männchen beinahe die Hinterleibsspitze, beim Weibchen sind sie ein wenig kürzer. Die Hinterflügel sind stärker verkürzt, mit teilweise reduzierter Aderung. Der gesamte Körper ist in der Grundfarbe blassgelblich gefärbt, der Mittelfleck (Diskalfleck) auf dem Pronotum ist gelb ohne dunkle Zeichnungselemente. Zwischen den Augen befindet sich ein weißliches Band. Der Hinterleib ist bei den Männchen ganz gelb gefärbt oder trägt zwei Reihen dunklerer Punkte, beim Weibchen ist er gewöhnlich dunkler, mit dunkler Querbänderung oder ganz verdunkelt. Für eine sichere Artbestimmung ist die Untersuchung der Genitalanhänge, besonders der Männchen, notwendig. Die Männchen tragen an der Hinterleibsspitze eine stark gewölbte, auf der Unterseite abgerundet bootsförmige, symmetrische, nur schwach sklerotisierte Subgenitalplatte, in deren Oberseite die Begattungsorgane eingesenkt sind. Wichtig für die Artdiagnose ist die Gestalt des (asymmetrischen), hakenförmigen linken Paramers (Genitalhaken). Dieser ist vor allem auf der Außenseite schwach sklerotisiert mit langem Schaft und einer fast rechtwinklig abgeknickten Spitze, mit gleichmäßig abgerundeter Klaue. Der siebte Tergit des Hinterleibs trägt eine Drüsenöffnung mit charakteristischer Gestalt. Diese sitzt zentral auf einer kleinen Erhöhung, sie ist stumpf herzförmig eingesenkt mit undeutlichen Rändern und einer zentralen, knopfartigen Erhöhung, die dicht mit (längs gefurchten) Borsten besetzt ist.
Die dunkel gefärbte Oothek der Weibchen besitzt eine charakteristische Gestalt mit etwa 17 Längsrippen. Die frühen Nymphenstadien besitzen, wie viele Arten der Gattung, eine leicht kenntliche Färbung. Sie sind dunkel gefärbt mit einem scharf abgesetzten, weißen Querband über das Metanotum. Während die früheren Nymphenstadien schwarz gefärbt sind, ändert sich die Farbe in den späteren Nymphenstadien zu hellbraun, das weiße Querband bleibt jedoch bestehen.

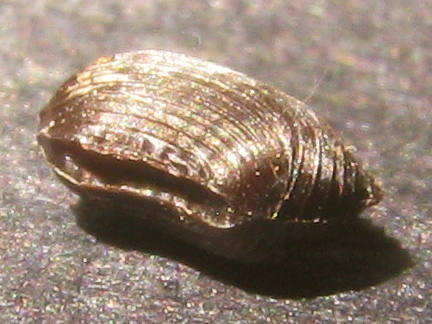
Oothek
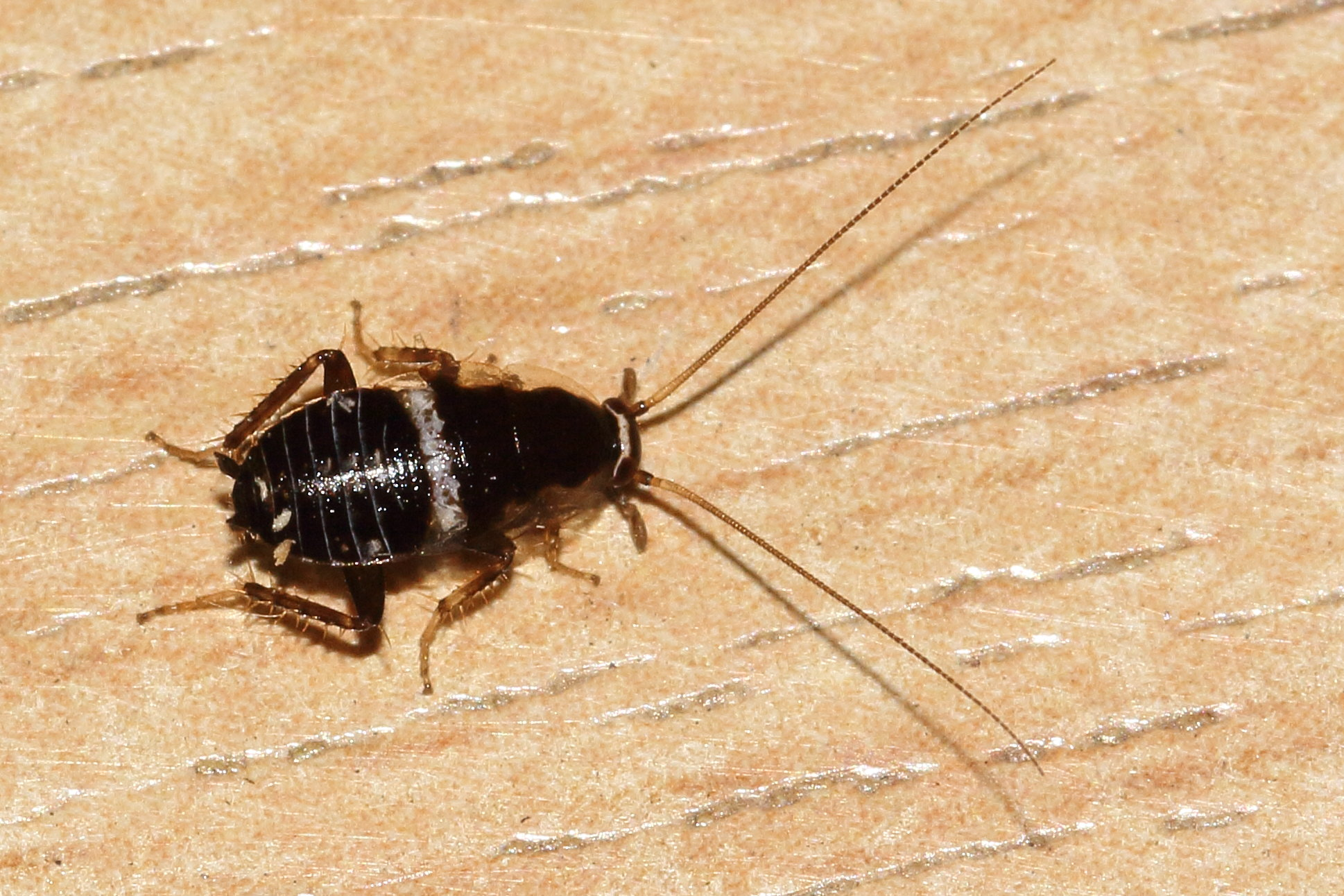
Junge Nymphe
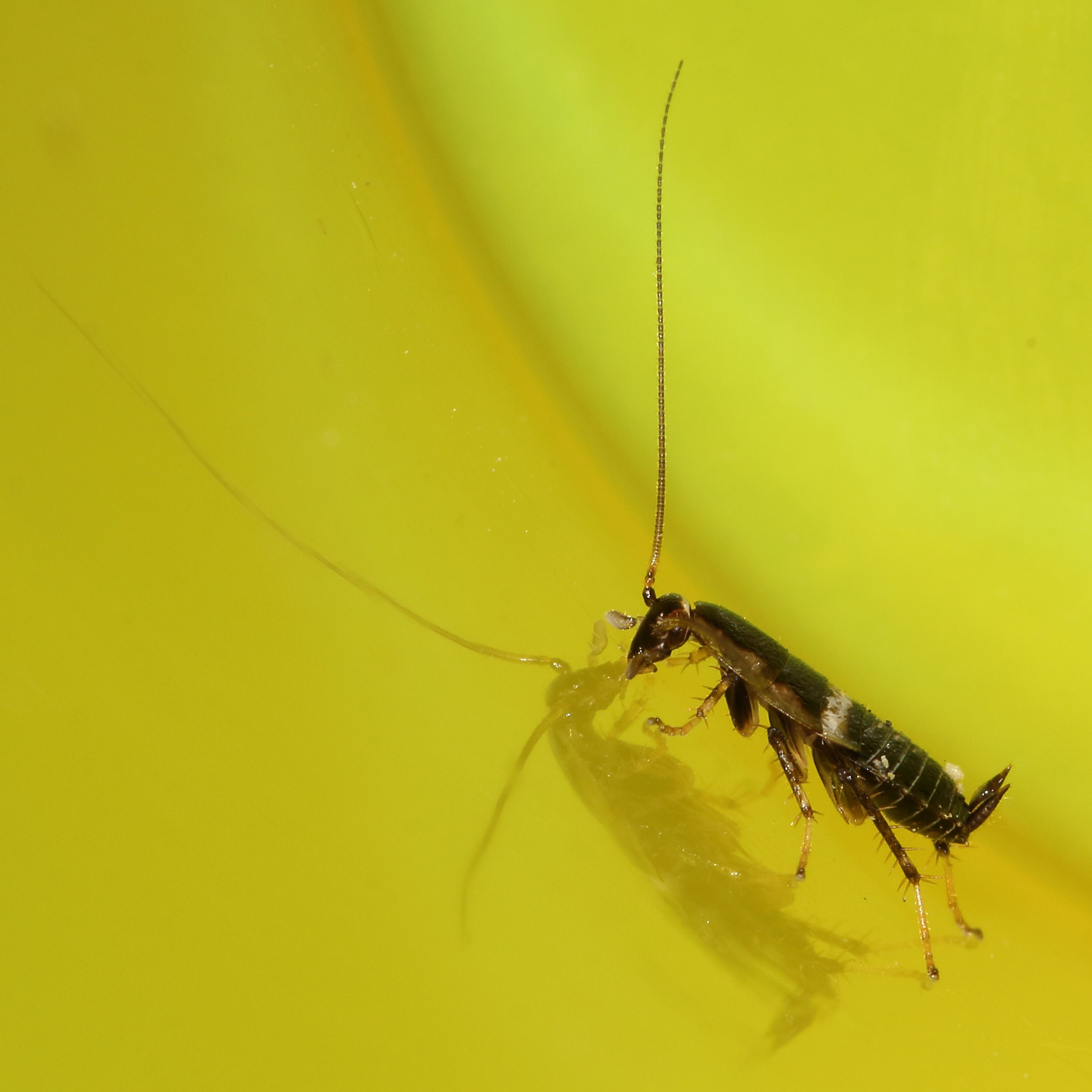
Junge Nymphe, Seitenansicht
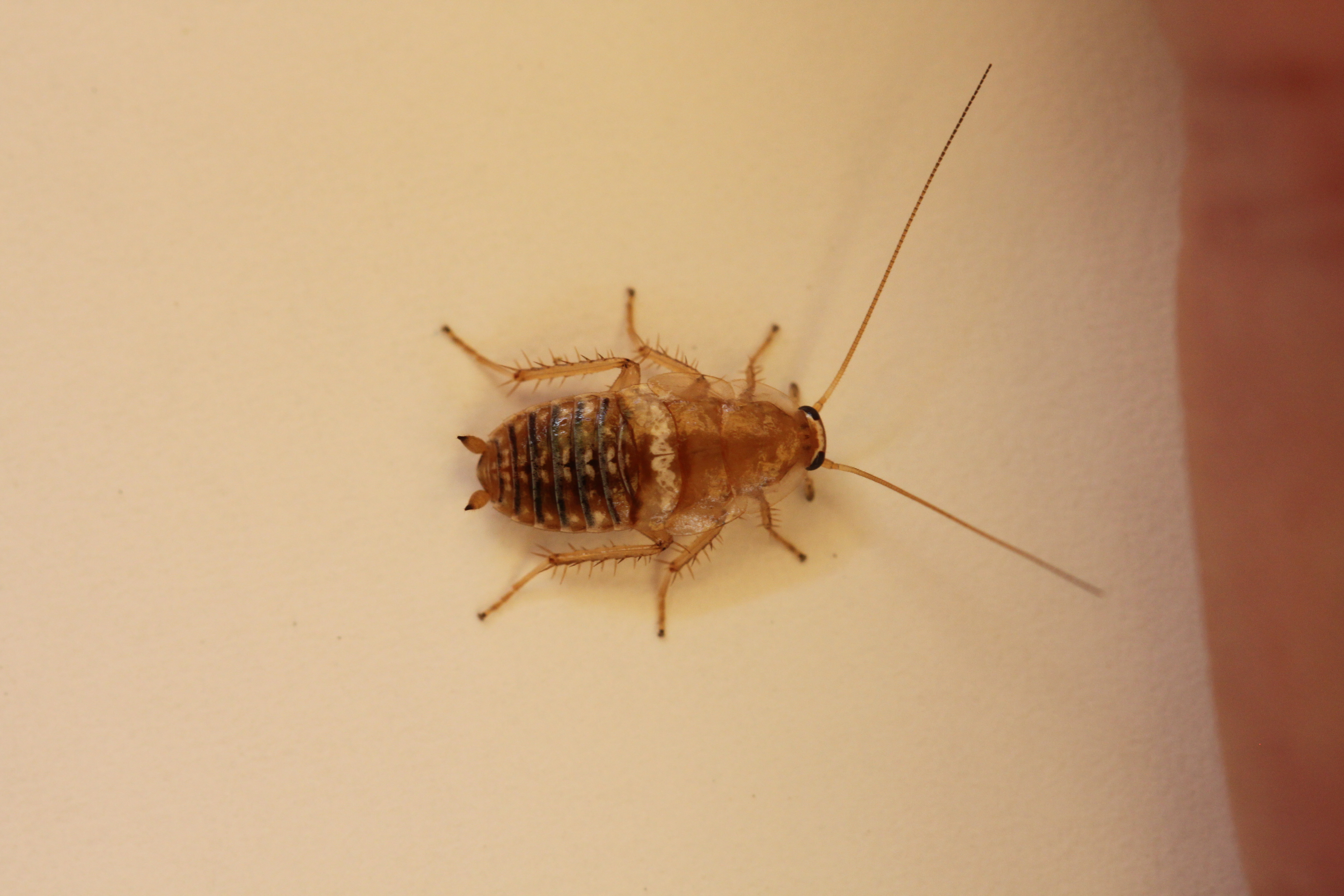
Spätes Nymphenstadium
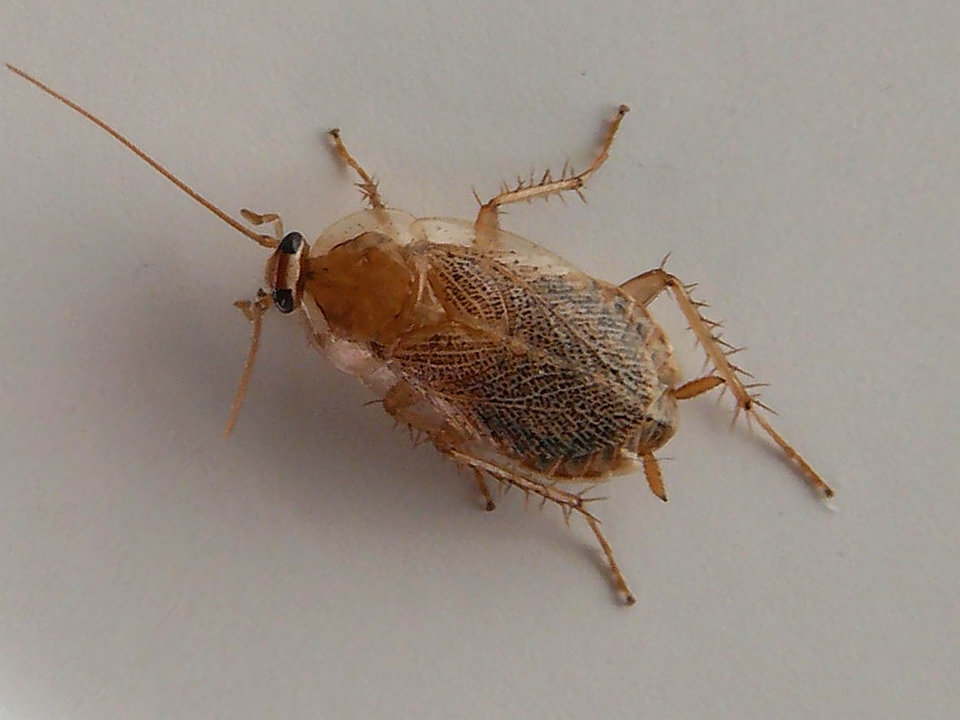
Ein adultes Exemplar
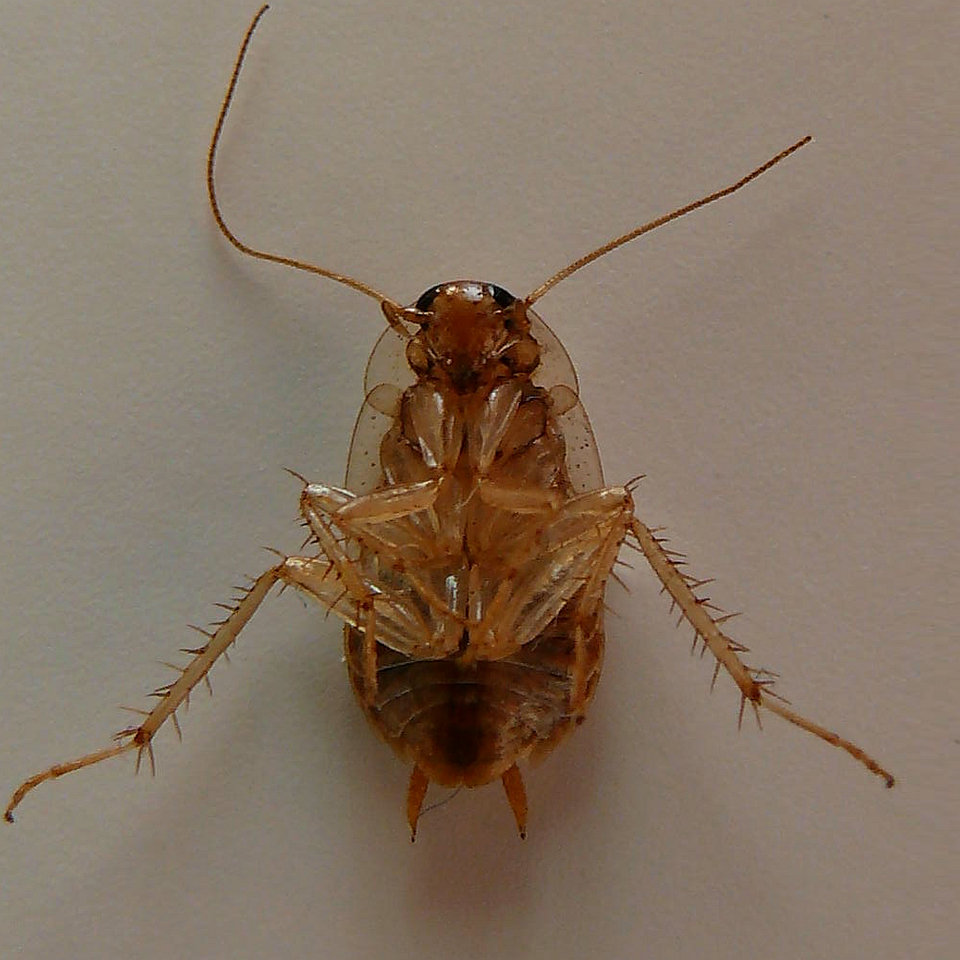
Unterseite eines Exemplars

## Ähnliche Arten
Die Tanger-Waldschabe wird sehr häufig mit anderen Arten verwechselt, allen voran der Bernstein-Waldschabe (Ectobius vittiventris) und der Blassen Waldschabe (Ectobius pallidus). Von beiden Arten ist sie sehr leicht anhand der verkürzten Flügel zu unterscheiden. Zudem fehlt der Bernstein-Waldschabe der weiße Streifen zwischen den Augen. Die Blasse Waldschabe besitzt manchmal größere dunkle Flecken auf den Flügeln, die der Tanger-Waldschabe fehlen. Zudem sind die Flügel der Tanger-Waldschabe meist transparenter als bei den anderen beiden Arten, dadurch scheint das dunkle Abdomen stärker hindurch. Die Flügel der Tanger-Waldschabe sind meist fein gefleckt, bei der Bernstein-Waldschabe kommt dies seltener vor. Bei der Blassen Waldschabe kann auch der Halsschild Flecken aufweisen. Die Fühler der Tanger-Waldschabe sind außerdem länger als die der Ectobius-Arten. Am einfachsten lassen sich die Arten allerdings durch die Nymphenstadien unterscheiden. Nur die Gattung Planuncus besitzt derart dunkel gefärbte Nymphen, zudem ist der weiße Querstreifen ein eindeutiges Bestimmungsmerkmal. Die Nymphen der Blassen Waldschabe sind im Gegensatz zu denen der Bernstein-Waldschabe stark gefleckt.
Von der Deutschen Schabe (Blattella germanica) unterscheidet sich Planuncus tingitanus durch die fehlenden schwarzen Seitenstreifen auf dem Halsschild.

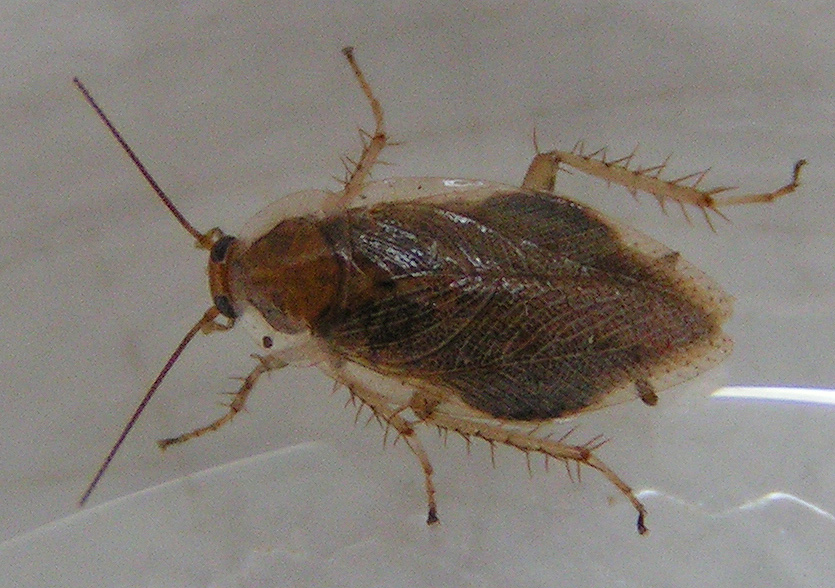
Ein Weibchen der Bernstein-Waldschabe. Die Flügel überragen den Hinterleib
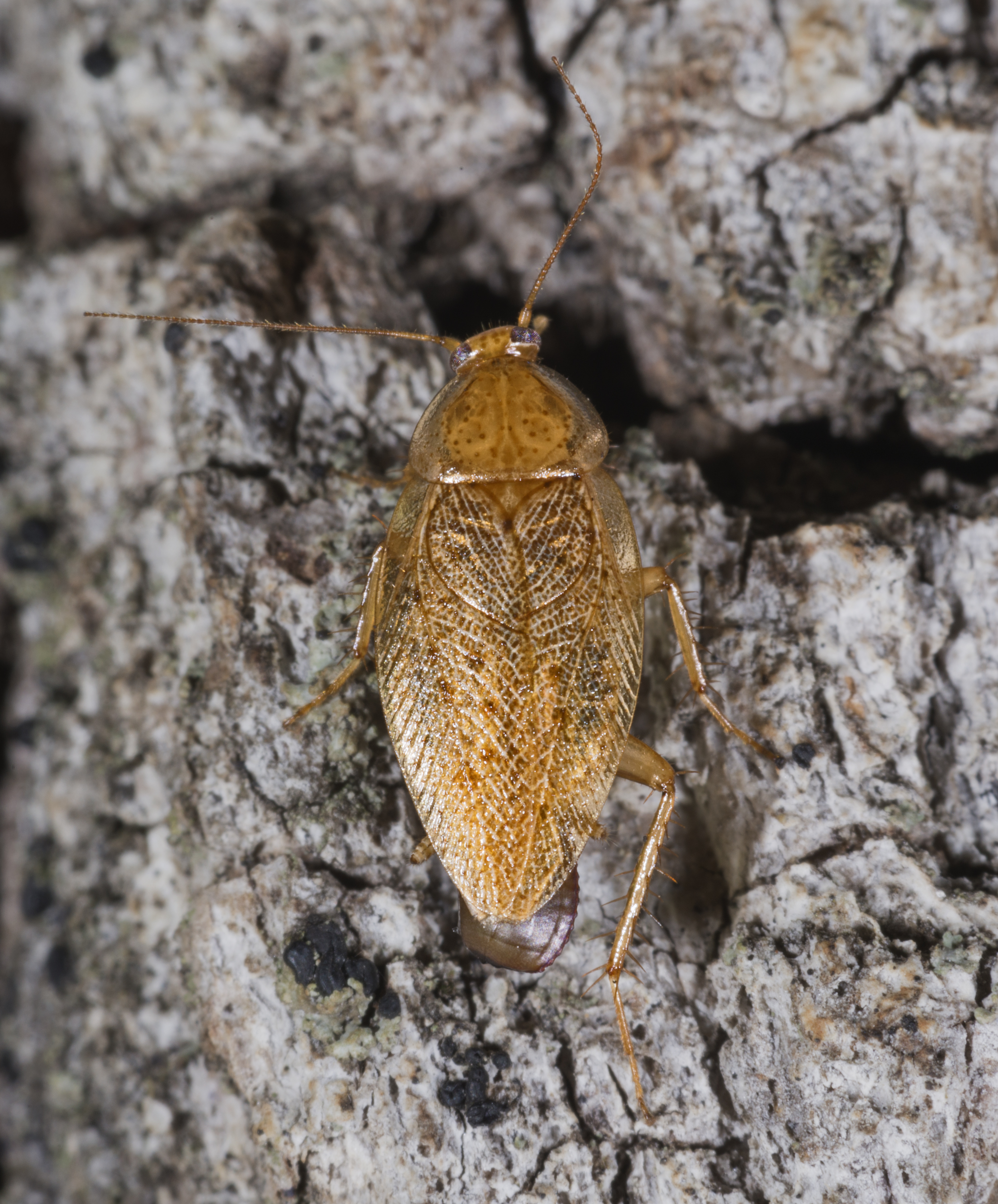
Die Blasse Waldschabe
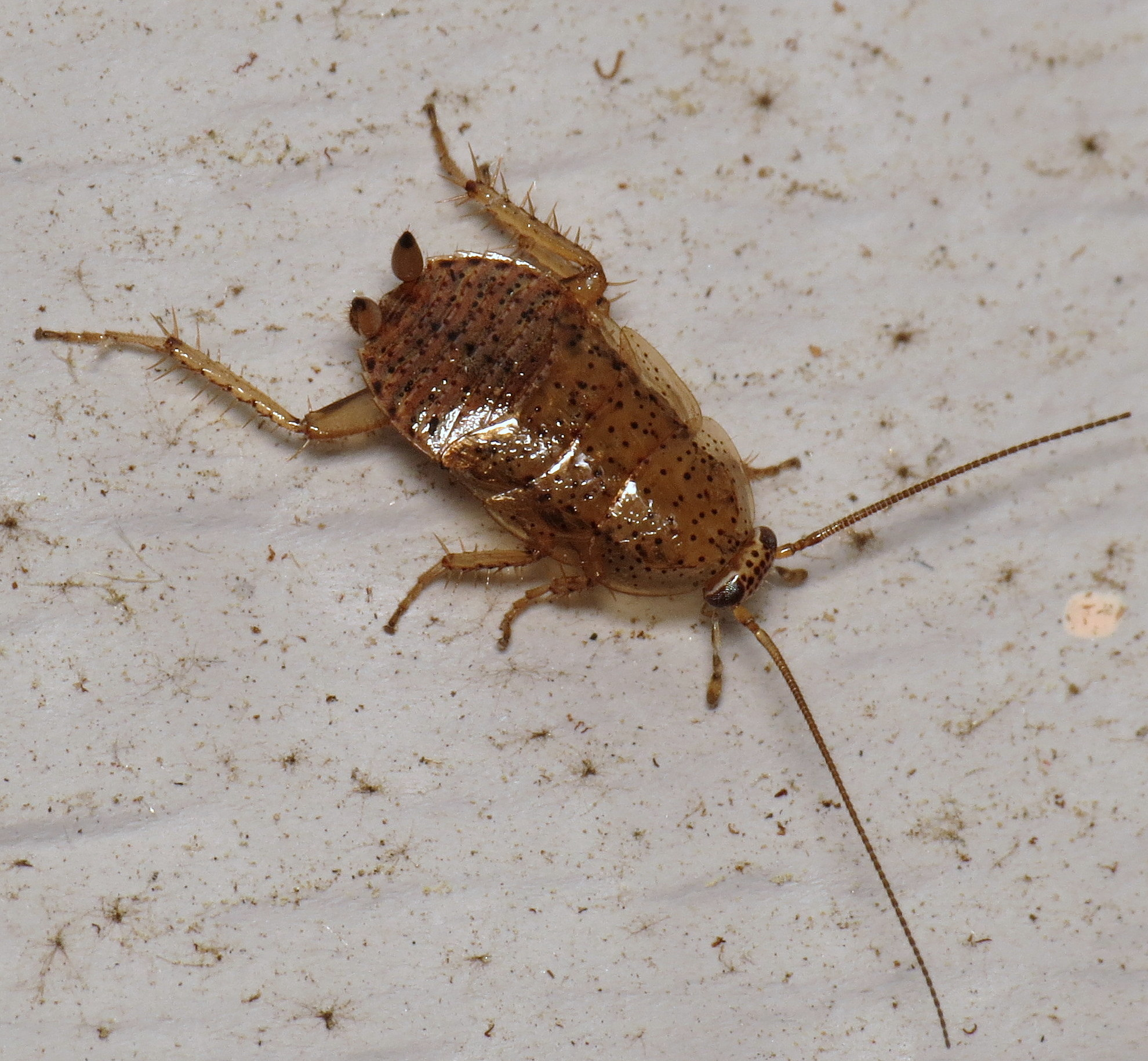
Nymphe der Blassen Waldschabe
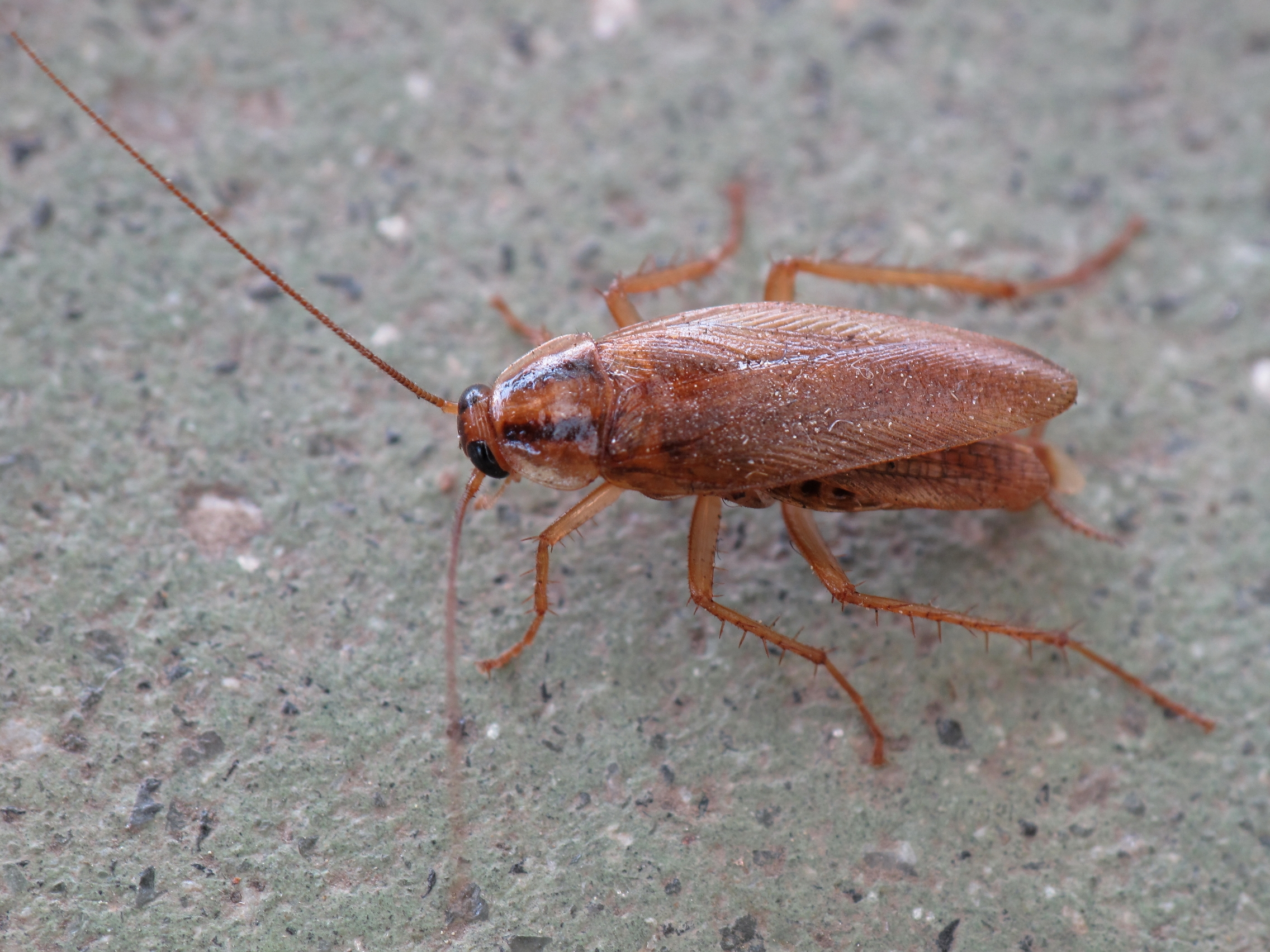
Deutsche Schabe mit den dunklen Streifen auf dem Halsschild

## Verbreitung
Die Art im weiteren Sinne (Artaggregat) lebt natürlicherweise in Nordafrika (Algerien, Marokko), in Spanien, Portugal und im Süden Frankreichs.
In Deutschland lagen mit die ersten Funde aus der nördlichen Oberrheinebene, aus Rheinland-Pfalz (Koblenz, Mainz, Ludwigshafen, Worms, Neustadt a.d.W.), aus Baden-Württemberg (Heidelberg) und aus Südhessen (Bürstadt und Lampertheim) vor.
Die Art hat sich seit Beginn des 21. Jahrhunderts stark ausgebreitet. Stand 2022 reicht das Verbreitungsgebiet von dem oben beschriebenen natürlichen Verbreitungsgebiet über ganz Frankreich inklusive Korsika bis ins südliche Großbritannien im Norden (nördlich bis London und Bristol). Weiter östlich lebt die Art in Belgien mit Ausnahme der Mittelgebirge, vereinzelt in den Niederlanden, in Luxemburg, in der südwestlichen bis südlichen Schweiz und im Nordwesten Italiens. In Deutschland konnte sich die Art an vielen Orten etablieren und ist in einigen Regionen im Südwesten mittlerweile die häufigste Schabenart. Besonders häufig nachgewiesen wird sie im Rhein-Main-Gebiet, in der Metropolregion Rhein-Neckar, in Rheinhessen, im Rheingau und am Niederrhein zwischen Bonn und Düsseldorf. Aber auch am Oberrheingraben, in der Metropolregion Stuttgart, bei Koblenz, Berlin und Leipzig kommt es zu zahlreichen Funden. Vereinzelt ist die Art auch weiter in Deutschland verbreitet, so im Norden Bayerns, bei Dresden, Bielefeld, Hamburg, Lüneburg, Oldenburg, Mönchengladbach, Aachen, im Saarland und an der Grenze zu Luxemburg. Die nördlichsten Funde stammen aus Dänemark, westlich von Kopenhagen und Oslo in Norwegen. Isolierte Funde weiter östlich gibt es auch aus Wien und Budapest.

## Biologie und Lebensweise
Die Art besitzt, soweit bekannt, eine Generation pro Jahr (univoltin). Die abgelegten Ootheken überwintern. Ab Mai schlüpfen aus den darin befindlichen Eiern die jungen Nymphen, die sich in der Regel zwischen Juli und September zur Imago entwickeln. In manchen Fällen finden sich die Imagines aber auch schon ab Juni. Nach der Paarung und Ablage der Ootheken sterben die Imagines im Herbst. In wärmeren Gebieten können sie bis November gefunden werden, meist jedoch bis September. 
In Deutschland werden die Tiere meistens in Siedlungsnähe gefunden, wo sie häufig auf Pflanzen, wie Sträuchern, sitzen. In Ludwigshafen leben die Tiere in einem innerstädtischen Wäldchen. Funde liegen sonst vor aus Hausgärten, von Bahngelände, von Sträuchern entlang eines Parkplatzes und von ähnlichen Orten. Die Imagines sind mit ihren verkürzten Flügeln nur zu etwas verlängerten Sprungflügen imstande, aber nicht auf längere Strecken flugfähig. Die Ausbreitung erfolgt daher wohl vor allem mit Hilfe des Menschen (anthropochor), möglicherweise über Autos.

## Taxonomie
Die Taxonomie der Waldschaben ist noch unzureichend geklärt. Die Gattungen werden nach Merkmalen wie Flügellänge oder Färbung unterschieden, die hochgradig variabel sind und sich vermutlich vielfach konvergent ausgebildet haben. In einer taxonomischen Revision stellte der in München forschende Entomologe Horst Bohn für eine Reihe von Arten, die bisher den Gattungen Ectobius und Phyllodromica zugeordnet worden waren, die neue Gattung Planuncus auf. Diese gliedert er in drei Artengruppen im Rang von Untergattungen, Planuncus s. str., Margundatus und Margintorus. Innerhalb der Untergattung Planuncus sind drei Arten beschrieben worden:
- Planuncus tingitanus (Bolívar, 1914)
- Planuncus finoti (Chopard, 1943)
- Planuncus vinzi (Maurel, 2012)

Planuncus tingitanus wurde aus Tanger (Marokko) beschrieben, Planuncus finoti aus Ghazaouet, Algerien, Planucus vinzi im Département Lot, Frankreich. Die Beschreibungen erwähnen keine Differenzialmerkmale zwischen den Arten und stützen sich teilweise auf Merkmale, die zwischen Individuen einer Art variabel sind. Obwohl Bohn vermutet, dass alle bisher gefundenen Tiere zur selben Art gehören könnten, hat er davon abgesehen, die Arten formal zu synonymisieren, weil möglicherweise künftige Untersuchungen noch brauchbare Merkmale ergeben können. Dadurch sind heute, von den Typusexemplaren der Erstbeschreibungen abgesehen, die Individuen nicht einer der drei Arten zugeordnet worden, sondern einem weit gefassten Artenaggregat aus allen drei Arten. Sollten sich die Unterschiede nicht bestätigen, wäre der gültige Artname Planuncus tingitanus, weil diese als erste beschrieben wurde.